# Benjamin Behrla
Benjamin "Benny" Behrla (* 31. srpna 1985 Emsdetten, Západní Německo) je bývalý německý zápasník–judista.

## Sportovní kariéra
S judem začínal v 7 letech v rodném Emsdettenu v klubu Koriouči pod vedením Horsta Brunse a později pokračoval v Gronau v klubu Judo Mugen pod vedením Barta Rossy. Vrcholově se připravoval v klubu TSV Hertha Walheim (trenér Oliver Rychter) a SUA Witten (trenér Andreas Reeh). V německé seniorské reprezentaci vedené Frankem Wienekem a jeho asistentem Danielem Gürschnerem se pohyboval od roku 2006 v polotěžké váze. V roce 2008 bojoval o nominaci na olympijské hry v Pekingu s Michaelem Jurackem a Dmitri Petersem a uspěl. V úvodním kole olympijského turnaje vyřadil na ippon technikou seoi-nage jednoho z favoritů Ruslana Gasymova z Ruska. V dalším kole však nestačil na tvrdého Mongola Tüvšinbajara. V opravách nejprve vyřadil Japonce Keidži Suzukiho, ale následně definitině ukončil svojí olympijskou misi v zápase s Korejcem Čang Song-ho. V dalších letech se v německé reprezentaci na post reprezentační jedničky neprosazoval. V roce 2012 se na olympijské hry v Londýně nekvalifikoval. Vzápětí ukončil aktivní sportovní kariéru. Judu se věnuje na amatérské úrovni v rámci ligových soutěží.
Benjamin Behrla byl pravoruký judista s osobní technikou ko-uči-gake a ko-soto-gake. Měl výborné strhy joko-sutemi-waza, především sambistická kombinace s nástupem do kata-gurumy dokončeno strhem uki-waza.

## Výsledky
| Turnaj             | 2003           | 2004           | 2005           | 2006           | 2007           | 2008           | 2009           | 2010           |
| Turnaj             | 18             | 19             | 20             | 21             | 22             | 23             | 24             | 25             |
| Turnaj             | polotěžká váha | polotěžká váha | polotěžká váha | polotěžká váha | polotěžká váha | polotěžká váha | polotěžká váha | polotěžká váha |
| ------------------ | -------------- | -------------- | -------------- | -------------- | -------------- | -------------- | -------------- | -------------- |
| Olympijské hry     |                | —              |                |                |                | úč.            |                |                |
| Mistrovství světa  | —              |                | —              |                | —              |                | —              | —              |
| Mistrovství Evropy | —              | —              | —              | —              | —              | 3.             | —              | 3.             |
| ME do 23 let       | —              | —              | —              | 3.             | —              |                |                |                |
| MS juniorů         |                | 3.             |                |                |                |                |                |                |
| ME juniorů         | 7.             | —              |                |                |                |                |                |                |